# 탑푸 GP
탑푸 GP는 후지시마 고스케가 각본을 쓰고 삽화를 그린 일본의 시리즈이다. 2016년 5월부터 코단샤의 월간 애프터눈에서 연재되고 있으며, 2020년 8월 현재 7권의 단행본으로 구성되어 있다. 북아메리카에서 이 만화는 코단샤 USA에서 영어판 발매 허가를 받았다.

## 줄거리
이야기는 세계에서 가장 권위 있는 오토바이 경주인 MotoGP의 최연소 챔피언이 되는 것을 목표로 하는 18세의 Topp un Uno를 따른다.

## 출판
《탑푸 GP》는 후지시마 고스케가 그린 만화이다. 2016년 5월 25일 고단샤의 월간 애프터눈에서 연재되었다.고단샤는 그 장들을 개별적인 단행본으로 모았다. 1권은 2016년 11월 22일에 발매되었다.2021년 3월 23일 기준으로 8권이 발매되었다.
북미에서 코단샤 USA는 킨들과 코믹솔로지에 이 시리즈를 동시에 영어로 출판하고 있다. 2018년 3월부터 크런치롤 만화에서 디지털로 출간되었다. 2017년 4월 11일 첫 권이 발매되었다.

## 증빙 서류
1. ↑  Ressler, Karen (2016년 4월 24일). “Oh My Goddess' Fujishima's New Toppū GP Manga Gets Simultaneous English Release (Updated)”. 《Anime News Network》. 2021년 2월 8일에 확인함.
2. ↑  藤島康介がモトGP描く「トップウGP」開幕！デビュー30周年の自選画展も. 《Natalie》 (일본어). Natasha, Inc. 2016년 5월 25일. 2021년 2월 8일에 확인함.
3. ↑  トップウＧＰ（１） (일본어). Kodansha. 2021년 2월 8일에 확인함.
4. ↑  トップウＧＰ（８） (일본어). Kodansha. 2021년 4월 28일에 확인함.
5. ↑  Ressler, Karen (2016년 5월 25일). “Oh My Goddess! Creator's Toppu GP Manga Launches in English”. 《Anime News Network》. 2021년 2월 8일에 확인함.
6. ↑  Mateo, Alex (2018년 3월 1일). “Crunchyroll Manga Adds Grand Blue Dreaming, APOSIMZ, To Your Eternity Simulpubs”. 《Anime News Network》. 2021년 2월 8일에 확인함.
7. ↑  “Toppu GP 1”. Penguin Random House. 2021년 2월 8일에 확인함.